# Ontbijt Piet!
Ontbijt Piet! was een televisieprogramma dat tussen 19 november en 5 december 2007 dagelijks werd uitgezonden op Nickelodeon. De serie werd geproduceerd door Endemol.

## Geschiedenis
De makers van Ontbijt Piet! beoogden met het programma kinderen een gezonder ontbijt te laten eten. Volgens onderzoeken at één op de zeven Nederlandse kinderen 's morgens slecht of zelfs helemaal niet at. Via PLUS-supermarkten werden affiches verstrekt die kinderen voor het raam konden hangen om aan te geven dat zij aan het programma wilden meewerken. Zij werden dan door Zwarte Piet (de Ontbijtpiet) bezocht en maakten een zo goed mogelijk ontbijt voor hem klaar. Bij de serie werden tevens een sjoelbak en sjoelstenen met afbeeldingen van Nickelodeon-figuren uitgegeven (verkrijgbaar bij PLUS-supermarkten), alsook een 'doeboek'.

## Medewerkers
Bekende en minder bekende acteurs en actrices werkten mee aan de serie:
- Rein Hofman
- Jorge Verkroost
- Thijs Maas
- Bram van der Vlugt